# Hosszúfalussy Ákos
Vitéz hosszúfalusi Hosszúfalussy Ákos Gyula László (Miskolc, 1884. január 7.–1945. és 1947. között hunyt el), tüzérezredes, a Vaskorona rend, a Signum Laudis, a Károly csapatkereszt tulajdonosa, 1927. és 1929 között Borsod vármegye Vitézi Rend Székkapitánya, Borsod vármegye törvényhatósági bizottság tagja, nyékládházi földbirtokos.

A hosszúfalvi Hosszúfalussy család címere (a Siebmacher féle könyvből)

## Családja és származása
Az ősi magyar Hosszúfalussy családból származik, amely a nemességét a 15. században kapta. Apja hosszúfalusi Hosszúfalussy Gyula (1842–1914), honvédszázados, földbirtokos, anyja hejőpapi Bizony Vilma (1849–1920). Az apai nagyszülei hosszúfalusi Hosszufalussy Ignác (1799–1857), földbirtokos, és turiki Thuránszky Franciska (1809–1868) voltak. Az anyai nagyszülei hejőpapi Bizony Tamás (1812–1893), ügyvéd, földbirtokos, a miskolci református gimnázium kormányzója, megyei bizottsági tag, miskolci városi képviselő, és csík-szentgyörgyi Martonffy Vilma (1818–1888) voltak. Az anyai nagybátyjai: hejőpapi Bizony Ákos (1846–1922) jogász, országgyűlési képviselő, földbirtokos (akitől Hosszúfalussy Ákos örökölte meg a nyékládházi földbirtokát), valamint Bizony Emil (1842–1909), földbirtokos.

## Élete
Az elemi iskolát és a gimnázium első osztályát Miskolcon végezte, majd Kassán és Morva-fehértemplomban járt katonai reáliskolába, végül Bécsben Műszaki Katonai Akadémiára. 1904-ben hadnaggyá avatták és a 17. hadosztály-tüzérezredhez osztották be. 1914 és 1918 között az orosz, a szerb, a román és az olasz harctéren mint üteg-, majd mint tüzér-osztályparancsnok működött. 1919 és 1926 között a miskolci 7. honvéd tüzérosztálynál szolgált, két éven át mint ennek parancsnoka. Harctéri szolgálatainak elismeréséül 1927-ben vitézzé avatták és ettől fogva 1929-ig Borsod vármegye Vitézi Székkapitánya volt. 1929—1931-ig a szegedi vegyes-dandár tüzérparancsnokaként működött. 1932-ben saját kérelmére nyugdíjazták. Onnantól fogva a borsodmegyei Nyékládházán lévő birtokán gazdálkodott.
1935-re az egyik nyékládházi földbirtokos volt hosszúfalui Hosszúfalussy Ákos, aki 228 kataszteri holdas földbirtokkal rendelkezett. Az 1945-ös Nagy Imre-féle földreform alatt a Hosszúfalussy család földbirtokait elvették tőlük és kitelepítés után szegénységbe taszították őket; 1947-ben a néhai Hosszúfalussy Ákos fia Hosszúfalussy Béla hiába még próbálkozott földet visszaszerezni.

## Házassága és leszármazottjai

A négyesi Szepessy család címere (a Siebmacher féle könyvből)

1917. december 8-án Miskolcon, feleségül vette az ősrégi nemesi származású négyesi Szepessy családból való négyesi Szepessy Margit Mária Anna (Miskolc, 1881. február 4.–†?) kisasszonyt, akinek a szülei négyesi Szepessy Béla (1845–1918), Borsod vármegye árvaszéki elnöke, alsó-miskolci római katolikus egyház főgondnoka és örökös elnöke, földbirtokos, valamint Madzsar Mária (1853–1934) voltak. Az apai nagyszülei négyesi Szepessy Ágoston (1818–1872), földbirtokos,
és boronkai Boronkay Mária (1824–1880) voltak. Az anyai nagyszülei Madzsar Károly, sátoraljaújhelyi szappanfőzőmester és Tárkányi Mária (1826–1895) voltak. Madzsar Károlyné Tárkányi Mária fivére Tárkányi Béla (1821–1886) egri kanonok, költő, műfordító, az MTA rendes tagja, a Kisfaludy Társaság tagja volt. Hosszúfalussy Ákos és Szepessy Margit frigyéből született:
- Hosszúfalussy Béla (Miskolc, 1920. szeptember 5. – Toronto, Kanada, 1987. január 19.), huszárszázados.[19] Felesége: székhelyi gróf Mailáth Mária "Anita" Georgina Gobertina (*Nógrádgárdony, 1926. március 3. – Penetanguishene, Ontario, Kanada, 2000. január 14.).[20]